# Bahnhof Emden Außenhafen
Der Bahnhof Emden Außenhafen ist ein Hafenbahnhof in der ostfriesischen Stadt Emden in Niedersachsen.

## Lage und Infrastruktur
Der Bahnhof verfügt über ein Bahnsteiggleis, dazu mehrere Rangier- und Abstellgleise sowie Anschlussgleise der Niedersachsen Ports GmbH & Co KG. Er dient als Zubringer für die Fähre nach Borkum und befindet sich daher in unmittelbarer Nähe zum Borkumkai des Emder Hafens.
Der Hafenbahnhof ist über eine eingleisige Nebenbahn mit dem Emder Hauptbahnhof verbunden. Alle von Leer kommenden Züge zum Hafenbahnhof müssen im Hauptbahnhof einen Fahrtrichtungswechsel vornehmen.
Im Juni 2006 wurden umfangreiche Modernisierungsmaßnahmen des Bahnhofs und der Strecke abgeschlossen, seitdem ist die Strecke auch elektrifiziert.

## Bedienung

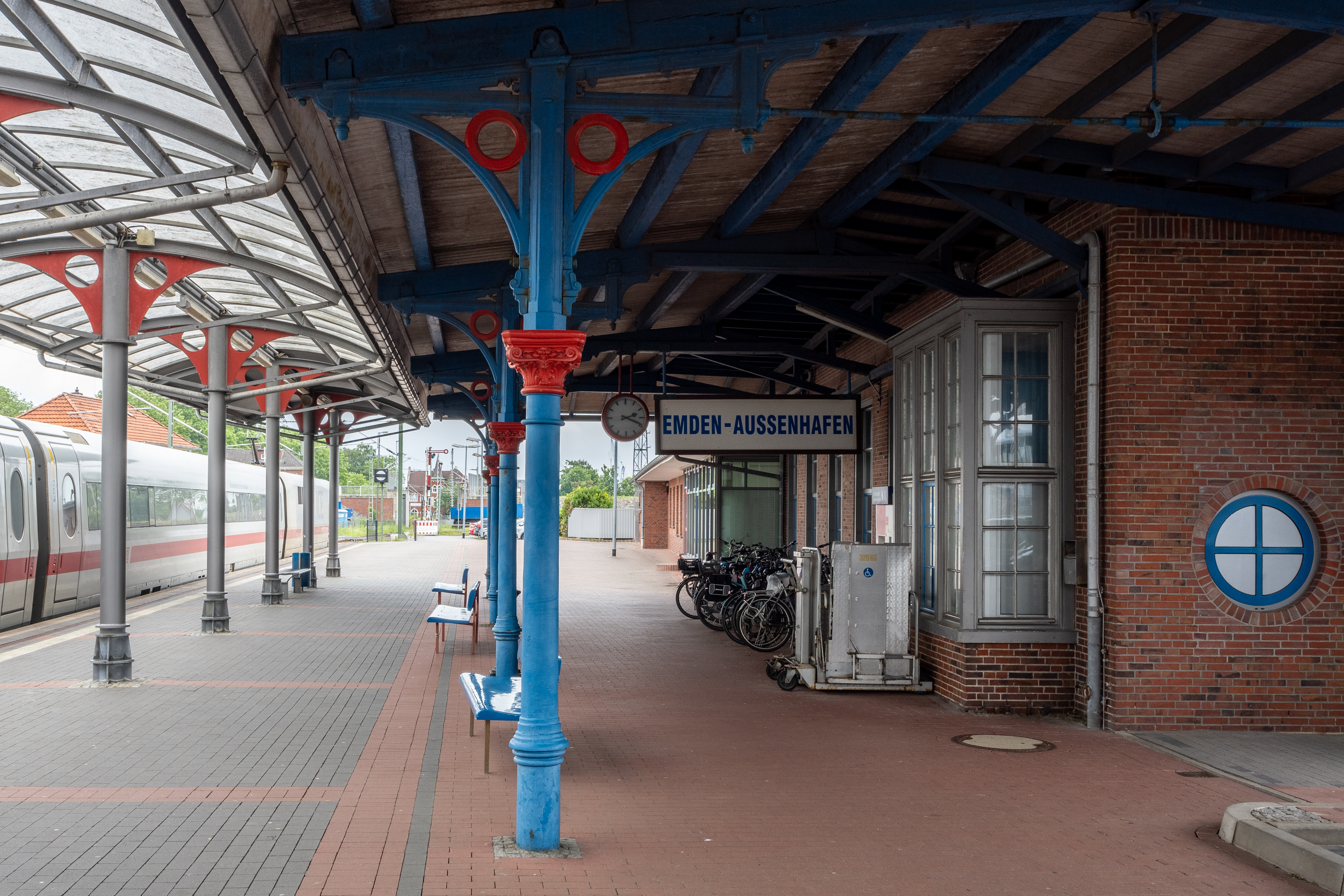
ICE-Bahnhof Emden Außenhafen

Im Schienenpersonenfernverkehr wird der Bahnhof täglich von je einem Intercity der Linie 56 pro Richtung angefahren. Der Zug beginnt auf dem Hinweg in Leipzig und fährt über Halle, Magdeburg, Hannover und Bremen nach Emden. In der Gegenrichtung fährt der Zug über Bremen, Hannover, Magdeburg und Berlin nach Cottbus. Beide Züge können zwischen Bremen und Emden mit Nahverkehrsfahrkarten genutzt werden.
Außerdem bedienen saisonal einzelne ICE- und IC-Züge der Linie 35 von Koblenz über Köln, Duisburg, Gelsenkirchen und Münster den Bahnhof. Diese Züge sind ab Leer ebenfalls zum Tarif des Nahverkehrs nutzbar.
Der Bahnhof wird zudem von einzelnen Zügen auf der Regional-Express-Linie RE 15 Münster–Rheine–Leer–Emden der Westfalenbahn angefahren.
Es fährt stündlich ein Bus des Stadtverkehrs Emden über den Hauptbahnhof in den Stadtteil Conrebbersweg. Zusätzlich fahren Busse der Weser-Ems-Bus GmbH.
| Linie                    | Strecke | Taktfrequenz  | Betreiber      |
| ------------------------ | --- | ------------- | -------------- |
| IC 35                    | Emden Außenhafen – Emden – Münster – Gelsenkirchen – Oberhausen – Duisburg – Düsseldorf – Köln (– Bonn – Koblenz) | einzelne Züge | DB Fernverkehr |
| IC 56                    | Emden Außenhafen – Emden – Oldenburg – Bremen – Hannover – Braunschweig – Magdeburg – Leipzig/Potsdam – Berlin – Berlin Ostbahnhof – Cottbus | ein Zugpaar   | DB Fernverkehr |
| RE 15                    | Emsland-Express: (Emden Außenhafen –)* Emden Hbf – Leer (Ostfriesl) – Papenburg (Ems) – Aschendorf – Dörpen – Lathen – Haren (Ems) – Meppen – Geeste – Lingen (Ems) – Leschede – Salzbergen – Rheine – (Rheine-Mesum –)* Emsdetten – (Reckenfeld –)* Greven (← Münster Zentrum Nord)* – Münster (Westf) Hbf * nur einzelne Züge Stand: Fahrplanwechsel Dezember 2021 | 60 min        | Westfalenbahn  |
| Stand: 12. Dezember 2021 | |               |                |